# حاجي أباد (علي أباد ملك)
حاجي أباد (بالفارسية: حاجی‌آباد) هي قرية تقع في إيران في قسم علي أباد ملك الريفي.